# Schizocaryum dogieli
Schizocaryum, Schizocaryidae
Famille
Genre
Synonymes
- Schizocary[um]idae

Espèce
Schizocaryum dogieli, unique représentant du genre Schizocaryum et de la famille des Schizocaryidae, est une espèce de Ciliés de l’ordre des Philasterida (classe des Oligohymenophorea).

## Étymologie
Le nom Schizocaryum est composé du préfixe schizo- (du grec ancien σχίζω / skhízô, « séparer, partager »), et du suffixe ‑caryum (du grec κάρυον / káryon, « noix, noyau »), littéralement « noyau partagé », en référence au macronoyau fragmenté en plusieurs morceaux, qui caractérise ce cilié.

## Description
Schizocaryum dogieli a une taille moyenne (80 à 200 µm). Sa forme est ovoïde et quelque peu aplatie dorsoventralement. Il nage librement, mais est hautement thigmotactiques. Sa ciliation somatique est holotriche (c. à d. homogène), dense. Ses cinétides somatiques ressemblent à des cirres, en tant que polycinétides uniques avec le cinétosome postérieur le plus à droite portant les trois associés fibrillaires typiques de la classe des ciliés Oligohymenophorea et entre 2 et 12 cinétosomes (parfois plus) regroupés à l'avant de la cellule. Leur région buccale se situe dans la moitié antérieure sous la forme d'un sillon allongé avec une ciliature buccale qui apparait comme une série de rangées transversales de cinétosomes. Leur division s'effectue par palintomie au sein d'un kyste reproducteur, impliquant une dédifférenciation des structures buccales du trophonte avant les divisions cellulaires. Le macronoyau est fragmenté, on en dénombre jusqu'à huit morceaux irréguliers ou plus. Micronoyau et vacuole contractile sont présents. Le cytoprocte n'a pas été observé. Ils sont bactérivores et détritivores.
En 2002, Lynn et Strüder-Kypke ont utilisé des séquences génétiques pour tenter de relier le genre Schizocaryum au genre Anophryoides (famille des Anophryidae).

## Habitat et répartition
Schizocaryum dogieli vit en eau de mer, comme endocommensal dans l'œsophage des échinodermes. Jusqu'à présent (2010), ce commensalisme n'a été observé que dans l'océan Pacifique.

## Systématique
Le nom valide de ce taxon est Schizocaryum dogieli Poljansky (d) & Golikova (d), 1957.